# Cold Skin
Cold Skin é um filme franco-espanhol de ficção científica/terror, dirigido por Xavier Gens e lançado em 20 de outubro de 2017. Ele é uma adaptação do romance catalão homônimo de Albert Sánchez Piñol, publicado em 2002.

## Enredo
Em 1914, um jovem irlandês chamado Friend viaja para uma ilha remota no Atlântico Sul para trabalhar como meteorologista após o anterior ter falecido. O único outro habitante da ilha é o zelador do farol, Gruner, que trata Friend de forma fria. Logo o jovem meteorologista percebe que a morte de seu predecessor não ocorreu por causa de tifo, que é a explicação oficial, mas da invasão de criaturas desconhecidas que surgem à noite a partir do oceano.
Ao chegar na ilha, ele anda por aí, vendo estranhos círculos de pedras na praia. Quando ele retorna para a sua cabana, ele encontra o diário do meteorologista anterior, que fala de estranhas criaturas do mar atacando, e logo depois de ler isso, ele é atacado à noite por criaturas estranhas. Friend se esconde no porão e espeta a criatura que olha pelas tábuas do assoalho, fazendo com que as criaturas fujam. No dia seguinte, ele chama Gruner para que este o deixasse entrar no farol, porém sem sucesso. Na cabine ele descobre um rifle entre a bagagem, e fica determinado a fazer uma proteção para reforçar a cabana. As criaturas vêm à noite novamente; ele atira nelas, mas eventualmente tem que recorrer a um incêndio, o que faz com que elas fujam, porém isso acaba arruinando a sua cabana.
No dia seguinte, ele observa Gruner deixando o farol, e o segue até as rochas, onde ele descobre uma criatura marinha com Gruner, e descobre que se trata de seu "animal de estimação". Ele oferece munição a Gruner e outros suprimentos, desde que este esteja disposto a deixá-lo ficar no farol, o que Gruner aceita. As criaturas atacam à noite, Friend no entanto desmaia durante o ataque. Na manhã seguinte, um Gruner furioso diz que ele tem mais uma chance e diz a ele para fazer atividades domésticas, como buscar água. Quando durante a noite seguinte as criaturas atacam novamente, Gruner o tranca na varanda sozinho, deixando-o para ver se ele pode se defender sozinho. Na manhã seguinte, Gruner o descobre coberto com o sangue das criatura e vivo.
Os dois homens estabelecem uma relação baseada na rotina, as criaturas atacam muitas noites e eles devem sempre vigiar. As tensões ocasionalmente chegam ao misterioso animal de estimação de Gruner, do qual Friend gosta, enquanto Gruner o abusa e às vezes pior, além de uma situação em que Gruner não o deixa sinalizar a um navio que passa. Uma noite, eles chegam perigosamente perto de serem mortos quando são invadidos e forçados a se trancar dentro da luz do farol até o amanhecer afastar as criaturas.
As criaturas não atacaram por muitas semanas. Friend vai caminhar ao longo da praia, coletando ossos de baleias e esculpindo-os. Um dia ele descobre um bote salva-vidas na praia, e perguntando a Gruner ele descobre que é o barco de um marujo português naufragado que foi morto pelas criaturas. Ele também descobre que a carga do barco continha dinamite. Friend convence Gruner a deixá-lo usar um velho traje de mergulho para descer e pegar a dinamite do navio. Lá embaixo ele consegue recuperar a dinamite, porém durante o evento também vê o que parecem ser versões infantis e brincalhonas das criaturas.
Friend e Gruner planejam um plano para destruir as criaturas do mar, planejando atrair muitos deles para perto do farol, deixando a porta aberta antes de explodir a dinamite em torno dela. As criaturas devidamente fazem seu ataque, mas Gruner não consegue detonar os primeiros explosivos fazendo com que Friend tenha que correr até o topo do farol e reconectar o detonador. A explosão resultante mata uma multidão de criaturas. Gruner então dispara os explosivos secundários que estão muito mais próximos do farol, deixando inconsciente tanto a Friend quanto a ele mesmo. De manhã, Gruner termina de matar as criaturas feridas, deliciado com os resultados de seu contra-ataque, enquanto Friend, ao ver uma das criaturas mortas usando um colar, fica um pouco menos satisfeito. Na noite imediata, as criaturas não atacam; em vez disso, fazem um lamento triste por seus mortos. Friend mais uma vai caminhar pela praia, e vê as criaturas brincando na água e pelos círculos de pedras, decidindo deixar um presente esculpido para elas.
No dia seguinte, Friend sai e descobre uma criatura bebê que aceita seu presente, e muitas criaturas não hostis aparecem junto com o "animal de estimação" de Gruner. Eles são interrompidos por um tiro, e Gruner aparece com uma arma. Friend tenta dizer a ele que as criaturas querem uma trégua, enquanto Gruner exige que seu "animal de estimação", que Friend nomeia como 'Aneris' (um anagrama que quer dizer sereia em espanhol), retorne ao farol, ela se recusa, e Gruner na histeria corre de volta para o farol. Friend tenta continuar, mas Gruner começa a atirar com o sinalizador nas criaturas, atingindo e matando um dos bebês. Friend corre de volta para o farol e luta contra Gruner com raiva, nesse momento a arma de Gruner acaba caindo mas este acaba por conseguir pegá-la de volta, mas se recusa a matar Friend. Gruner em algum tipo de pesar sai e aceita ser morto pelas criaturas do mar.
Algum tempo depois, o próximo navio chega para substituir Friend, confundindo-o com o faroleiro Gruner, um papel que ele decide cumprir.

## Elenco
- Ray Stevenson como Gruner
- David Oakes como Friend
- Aura Garrido como Aneris
- John Benfield como Capitão Axel
- Iván González como Oficial de climatologia
- Winslow Iwaki como Senegalês
- Ben Temple como Oficial de navio

## Produção
Nos estágios iniciais de produção, Stellan Skarsgård foi nomeado para o papel de Gruner, enquanto Elena Anaya teve que jogar Aneris. A versão cinematográfica do livro acabou por ser muito detalhada e precisa, até os "pensamentos em voz alta" do protagonista.[carece de fontes?]
O protagonista dá à garota o nome 'Aneris', que é um anagrama da palavra espanhola 'sirena'.

## Recepção
No site de avaliação de filmes Rotten Tomatoes, o filme tem uma classificação de aprovação de 50% com base em 6 comentários e uma classificação média de 6,8/10.